# (2408) Astapovich
(2408) Astapovich (1978 QK1) – planetoida z grupy pasa głównego asteroid okrążająca Słońce w ciągu 4,28 lat w średniej odległości 2,64 au. Odkryta 31 sierpnia 1978 roku.